# 대한민국의 국가민속문화유산 (2020년대)
국가민속문화유산(國家民俗文化遺産)은 대한민국에서 의식주, 사회생활, 민속, 신앙 등의 일상생활에서 사용되는 것 가운데 상대적으로 중요하다고 생각되는 것이다.

## 지정 목록 (2020년대)
| 번호  | 사진 | 명칭                                                                    | 소재지                                         | 관리자 (단체)          | 지정일                | 참조 |
| 298호 |      | 봉화 오고당 고택 (奉化 五高堂 古宅)                                     | 경북 봉화군 봉성면 봉양4길 26-17(봉양리 598)   | 박종훈                 | 2020년 11월 9일 지정  |      |
| 299호 |      | 안동 영양남씨 남흥재사 (安東 英陽南氏 南興齋舍)                         | 경북 안동시 와룡면 남흥길 108-16(중가구리 532) | 영양남씨안동파남흥문중 | 2020년 12월 21일 지정 |      |
| 300호 |      | 오산 구성이씨·여흥이씨 묘 출토복식 (烏山 駒城李氏·驪興李氏 墓 出土服飾) | 경기 수원시 영통구 창룡대로 265 수원박물관     | 경기도                 | 2021년 6월 2일 지정   |      |
| 301호 |      | 영덕 괴시마을 (盈德 槐市마을)                                           | 경북 영덕군 영해면 괴시리 일원                 | 영덕군 외              | 2021년 6월 21일 지정  |      |
| -     |      | 전(傳) 영친왕 일가 어린이 옷                                            | 서울특별시 용산구                              | 숙명여자대학교         | 2021-11-29            |      |
| -     |      | 상주 수암종택                                                           | 경상북도 상주시                                | 류＊＊＊               | 2022-08-22            |      |
| -     |      | 영덕 무안박씨 희암재사                                                  | 경상북도 영덕군                                | 무＊＊＊               | 2022-12-20            |      |
| -     |      | 남양주 16세기 여성 묘 출토복식                                          | 경기도 파주시                                  | 국＊＊＊               | 2023-09-26            |      |
| -     |      | 하동 칠불사 아자방 온돌                                                 | 경상남도 하동군                                | 대한불교조계종 칠불사  | 2023-12-22            |      |
| -     |      | 면암 최익현 관복 일괄                                                   | 충청남도 청양군                                | 최＊＊＊               | 2024-08-28            |      |
| -     |      | 복온공주가 홍장삼과 대대                                                | 서울특별시 종로구                              | 대한민국               | 2024-09-27            |      |
| -     |      | 영주 만죽재 고택 및 유물 일괄                                           | 경상북도 영주시                                | 박천세                 | 2024-12-03            |      |
| -     |      | 영주 해우당 고택 및 유물 일괄                                           | 경상북도 영주시                                | 선성김씨해우당종중     | 2024-12-03            |      |

## 같이 보기
- 대한민국의 국가유산
- 대한민국의 국보
- 대한민국의 보물
- 대한민국의 천연기념물
- 대한민국의 사적
- 대한민국의 명승
- 대한민국의 국가무형유산